# بيكوات
بيكوات هي قبيلة أمريكية أصلية تعيش في ولاية كونيتيكت الأمريكية. أفراد البيكوات الحديثون وذريتهم هم أعضاء في قبيلة ماشانتوكيت بيكوات المعترف بها اتحاديا، وأربع مجموعات أخرى معترف بها في ولاية كونيتيكت، وهنود براذرتاون في ويسكونسن. كانوا يتحدثون لغة بيكوات، وهي لهجة من لغة موهيجان-بيكوت التي انقرضت في أوائل القرن العشرين، على أن هناك جهودا جارية لإحيائها.
وكانت قبيلتا بيكوات وموهيجان سابقا مجموعة واحدة، ولكن انقسم الموهيجان في القرن السابع عشر عندما سيطر البيكوات على أغلب أراضي كونيتيكت الحالية. أدت التوترات المتصاعدة مع مستعمرات نيو إنغلاند إلى اندلاع حرب بيكوات بين عامي 1634-1638، ما أدى إلى تراجع عدد السكان البيكوات ونفوذهم؛ حيث قتل العديد من أفرادها أو تم استعبادهم أو تشتتوا. ظلت أعداد صغيرة من أفرادها في كونيتيكت، وتم تخصيص محميتين لهم، وأحدها في ماشانتوكيت عام 1666 وعلى نهر باوكاتوك في عام 1683؛ وعاش آخرون في مناطق أخرى ومع قبائل أخرى. في القرن الثامن عشر، انضم بعض المسيحيين من البيكوات مع أفراد عدة قبائل أخرى ليشكلوا هنود براذرتاون. ثم انتقلوا إلى غرب نيويورك في القرن التاسع عشر ثم إلى ولاية ويسكونسن.
انضمت معها قبيلة ماشانتوكيت في عام 1975 لتشكل قبيلة ماشانتوكيت بيكوات، والتي نالت اعترافا فيدراليا في عام 1983 كجزء من تسوية لمطالباتهم بالأراضي. في عام 1986 أنشأوا منتجع وكازينو فوكسوودس، وهو أحد أنجح الكازينوهات الهندية في البلاد. شكل أفراد اقبيلة على نهر بوكاتوك أمة بيكوات الشرقية القبلية، والتي تعترف بها ولاية كونيتيكت ولكن ليس معترف بها فدراليا. بالإضافة إلى ذلك، فإن أحفاد بيكوت مسجلون في قبيلة موهيجان المعترف بها فدراليا، وكذلك الأمة القبلية شغتيكيوك وأمة غولدن هيل بوغوسيت الهندية في كونيتيكت، وهنود براذرتاون في ولاية ويسكونسن، والتي تحظى أيضا باعتراف الولاية.